# Är jag glad, så får jag bedja
Är jag glad, så får jag bedja är en svensk psalm med text och musik från 1970 av Sven Söderbladh.
I Herren Lever 1977 är koralsatsen skriven av Torgny Erséus.
Den har nummer 576 i den gemensamma Frikyrkliga psalmboken 1987. Den gemensamma psalmboken sammanställdes för följande svenska samfund: Adventistsamfundet, Fribaptistsamfundet, Helgelseförbundet, Metodistkyrkan i Sverige, Svenska Alliansmissionen, Svenska Baptistsamfundet, Svenska Frälsningsarmén, Svenska Missionsförbundet och Örebromissionen. Valda representanter ur dessa samfund arbetade tillsammans under åren 1984–1987 för få en gemensam psalmbok. I den nya psalmboken var psalmerna 1-325 gemensamma följande psalmer blev samfundsspecifika. Detta betydde att varje samfund kunde ha med psalmer som var specifika för sig från och med psalm nummer 326.

## Publikation
- Herren Lever 1977 som nummer 892 under rubriken "Att leva av tro - Bön".[2]
- Psalmer och Sånger 1987 som nummer 576 under rubriken "Att leva av tro - Bönen".[3]
- Segertoner 1988 som nummer 637 under rubriken "Tillsammans i världen - Tillsammans med barnen".[1]

### Fotnoter
1. 1 2  Heinerborg, Karl-Erik; Lennart Jernestrand (1988). Segertoner melodisångbok. Stockholm: Förlaget Filadelfia. Libris 911558
2. 1 2   Herren Lever. Nya psalmer och sånger. Örebro: Libris. 1978. Libris 447922
3. ↑   Psalmer och sånger. Örebro: Libris. 1987. Libris 7623713. ISBN 91-7214-134-4